# Timea hallezi
Timea hallezi är en svampdjursart som beskrevs av Topsent 1894. Timea hallezi ingår i släktet Timea och familjen Timeidae. Utöver nominatformen finns också underarten T. h. crassa.